# Plešivica (hegység)
A Plešivica egy alacsony hegység Horvátországban, a Dinári-hegység északi peremén, a Szamobori-hegységtől délre.

## Leírása
A Plešivica egy hosszúkás hegység, hangsúlyos gerinccel, többnyire sűrű erdővel borítva. Legmagasabb csúcsa, a Plešivica-csúcs, más néven Čerga. A tetején egy kő geodéziai oszlop és egy 5 méter magas, vasból épített kilátó található, 778 m tengerszint feletti magasságban. Az első kilátó fából épült 1881-ben és 10 méter magas volt. Alsó részét deszkákkal fedték be, hogy menedékként szolgáljon a vihar elől. A kilátó 1903-ban leégett, ezért 1905-ben a Horvát Hegymászó Társaság új vaspiramist emelt ugyanarra a helyre. 1924-ben felújították, de a gátlástalan látogatók többször megrongálták. A most csúcson álló kilátót 1957-ben állították fel. A kilátóból gyönyörű kilátás nyílik a hegy déli lejtőire, ahol falvak és szőlőültetvények vannak szétszórva, délre ellátni Kulpamentéig és Zágrábig. Feltételezik, hogy a csúcs a Čerga nevet (ezt a nevet ma már teljesen elfelejtették) egy korábbi hegyi kunyhóról kapta.